# Monument Valley

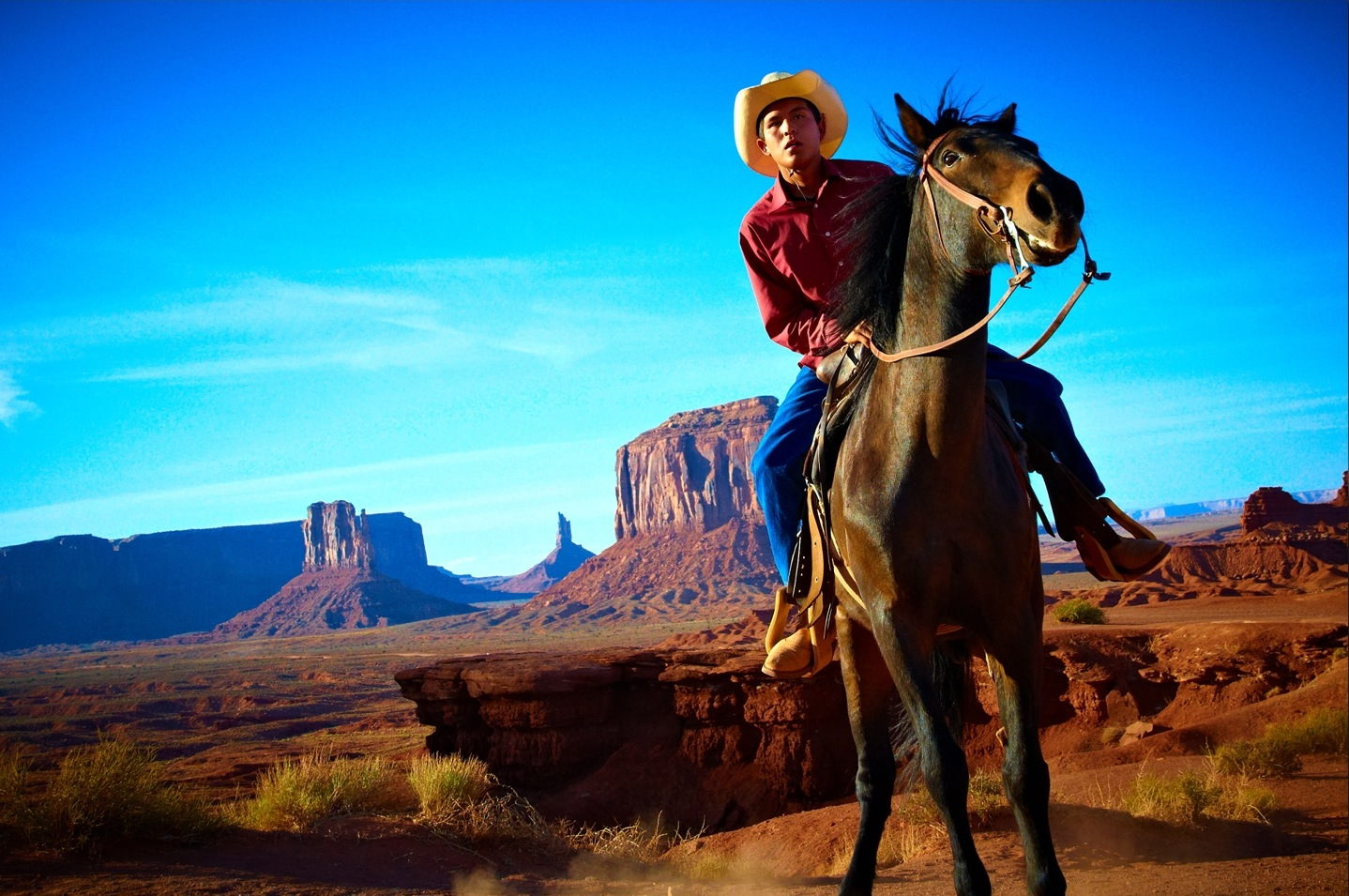
Kowboj z plemienia Nawaho w Monument Valley

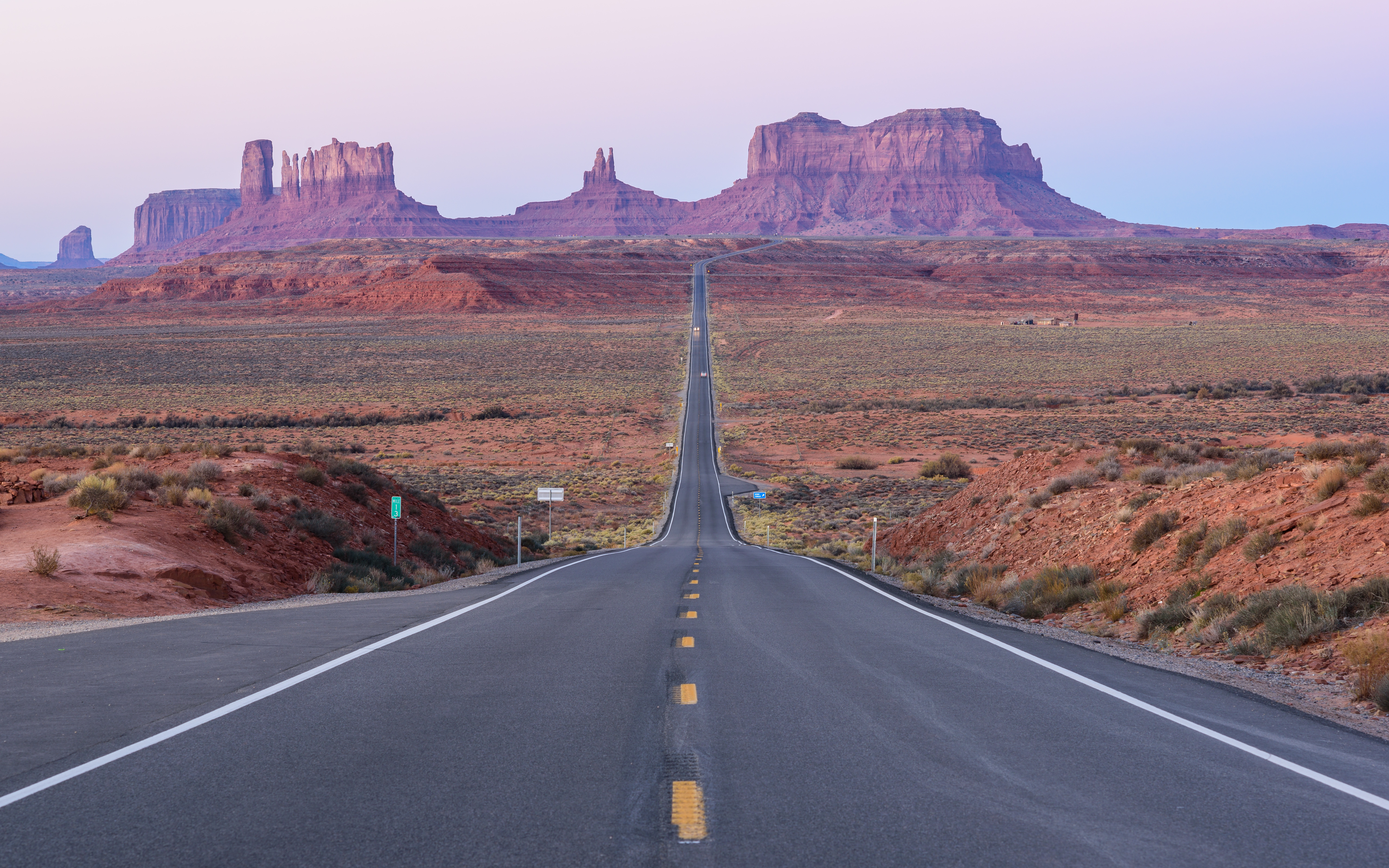
Forrest Gump Point, U.S. Route 163, Monument Valley, Utah

Monument Valley (pol. Dolina Pomników; w języku nawaho Tsé Bii’ Ndzisgaii, czyli pol. Dolina Skał) – region w USA, na wyżynie Kolorado, położony administracyjnie na granicy stanów Utah i Arizona, w całości na terenie rezerwatu Indian Nawaho (Monument Valley Navajo Tribal Park). Należy do rejonu Four Corners.
Dolina mimo swej nazwy nie jest doliną, lecz obszarem, na którym erozja eoliczna stworzyła formy skalne w postaci iglic, stoliw, płaskowyżów, gór stołowych, stromych izolowanych form zwanych butte. Ze względu na duże stromizny utworów skalnych swobodne poruszanie się jest możliwe tylko w dolnych partiach, co prawdopodobnie przyczyniło się do nadania terenowi nazwy doliny. Czerwona barwa skał spowodowana jest występowaniem dwóch rodzajów piaskowców Wingate oraz Nawaho (ang. Wingate Sandstone oraz Navajo Sandstone), które dominują w Monument Valley. Skały te są wysycone dużą ilością tlenków żelaza.
Formy skalne od podstawy do wierzchołka mają wysokość do 300 m, a podstawa leży na średniej wysokości 1855 m n.p.m. Powierzchnia całkowita parku wynosi 372 km², jednakże dostęp dla turystów możliwy jest tylko w niewielkiej części. Wstęp na teren parku jest płatny. Można go zwiedzać konno lub w wynajętych samochodach z indiańskim przewodnikiem, bądź we własnym pojeździe po wyznaczonych drogach o łącznej długości 17 mil. Opłata za wjazd własnym pojazdem w 2014 roku wynosiła 20 dolarów.

## Monument Valley w kulturze Indian Nawaho

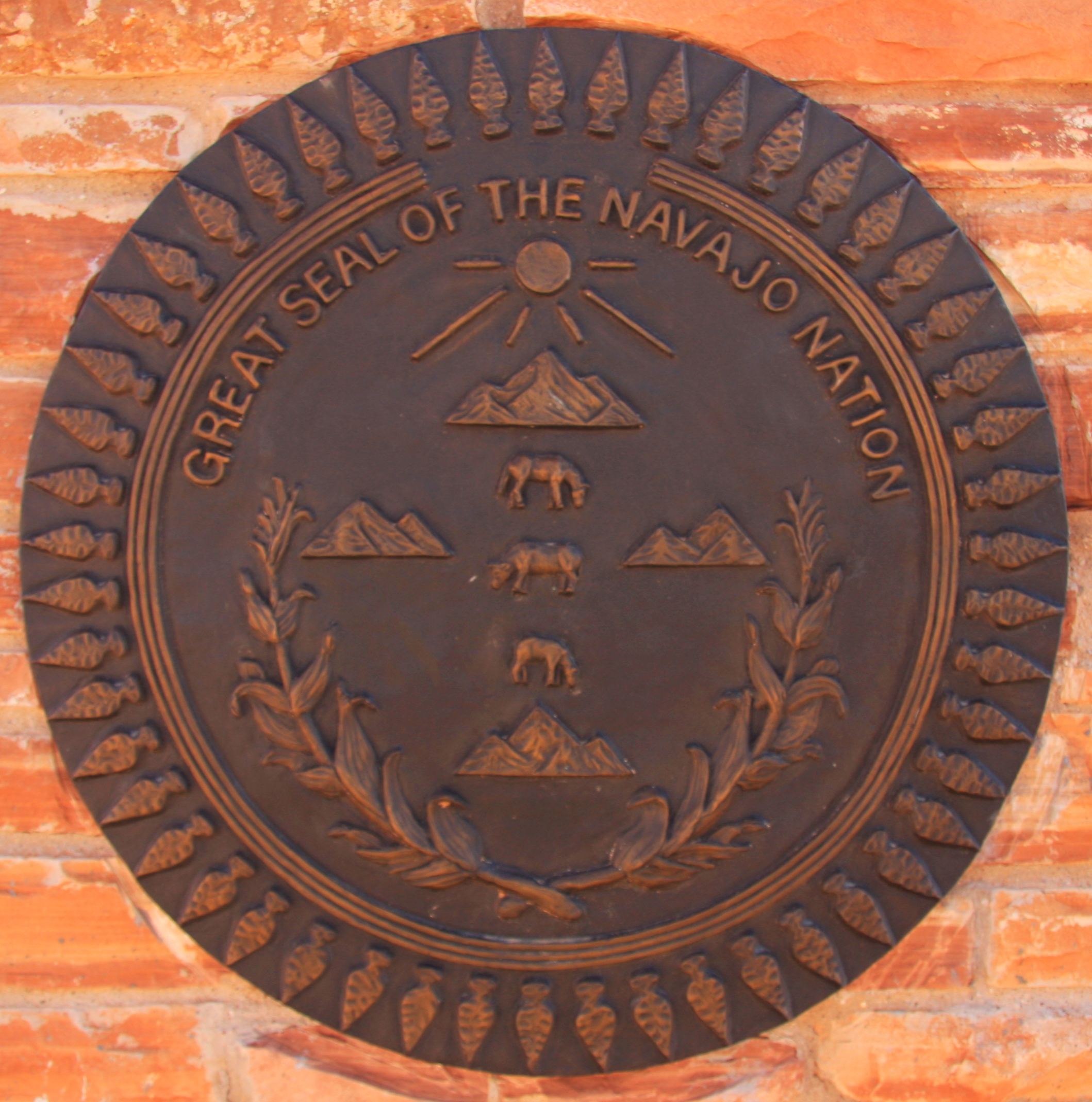
Wielka Pieczęć Narodu Navaho umieszczona na bramie wjazdowej do Parku

Indianie Nawaho uważają się za gospodarzy tego miejsca od „zawsze”, jako że są bezpośrednimi następcami żyjących na tym terenie co najmniej od I w. p.n.e. Indian Anasazi. Nazwa doliny brzmiąca w języku nawaho Tsé Bii’ Ndzisgaii oznacza Białe smugi wewnątrz skały, co tłumaczy się częstym występowaniem barwnych minerałów i srebra w czerwonych skałach doliny.
W Monument Valley mają miejsce ważne ceremonie religijne. W określonych miejscach odbywają się między innymi Taniec Kobiety (ang. Squaw Dance) i Taniec Yei Bi Chei oraz Taniec Deszczu, Taniec Piór (ang. Feather Dance), Taniec świętego Ognia (ang. Sacred Fire Dance). Dwa pierwsze wykonane były po raz pierwszy w Monument Valley i są w dalszym ciągu tam wykonywane. Taniec Yei Bi Chei, trwający dziewięć dni, wykonywany jest zawsze przez zasłużonego członka społeczności i według wierzeń Nawaho ma moc leczniczą. Taniec Kobiet związany jest z inicjacją dziewcząt, a w jego trakcie odgrywane są sceny opisujące zimowe opowieści o hibernujących zwierzętach.

## Plan filmowy
Monument Valley jest jednym z najbardziej rozpoznawalnych krajobrazów w Stanach Zjednoczonych, a zainicjował to John Ford, który zafascynowany miejscem chętnie umieszczał tam akcje swoich filmów. Jednak pierwszym filmem, którego tłem była Monument Valley był niemy film George’a Seitza z 1925 roku noszący tytuł Ginący Amerykanin (ang. The Vanishing American).
Pierwszym westernem Johna Forda, którego akcja miała miejsce w krajobrazie doliny był nakręcony w 1939 roku Dyliżans (ang. Stagecoach). Film zapoczątkował wielką karierę Johna Wayne’a, który od tamtej pory stał się ulubionym aktorem Forda. Ponadto Ford nakręcił w Monument Valley takie klasyczne westerny jak: Poszukiwacze (ang. The Searchers), Fort Apache, Nosiła żółtą wstążkę, Jak zdobywano Dziki Zachód (ang. How the West Was Won) oraz, mimo braku tu jakiejkolwiek rzeki, w dużej części nakręcił film Rio Grande.
Oprócz filmów Forda Monument Valley była miejscem akcji takich znanych filmów jak Swobodny jeździec (ang. Easy Rider), Złoto MacKenny (ang. Mackenna’s Gold), 2001: Odyseja kosmiczna (ang. 2001: A Space Odyssey), Akcja na Eigerze (ang. The Eiger Sanction), W krzywym zwierciadle: Wakacje (ang. National Lampoon’s Vacation), Powrót do przyszłości III (ang. Back to the Future Part III), Forrest Gump, Jeździec znikąd i Transformers: Wiek zagłady. W sumie do 2014 roku w Monument Valley nakręcono zdjęcia do co najmniej 99 filmów fabularnych.

## Górnictwo w Monument Valley

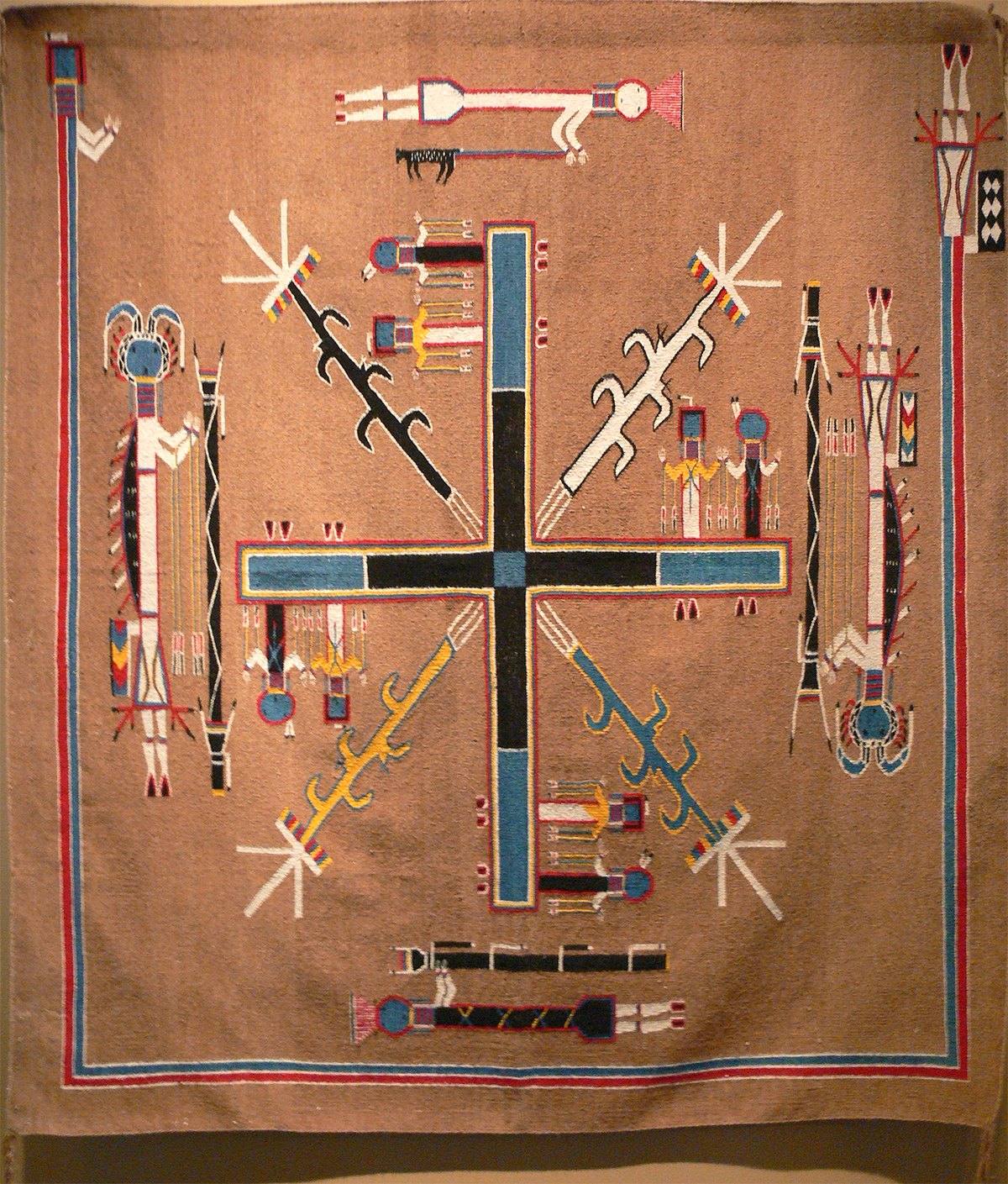
Reprodukcja malowidła na piasku Indian Nawaho

Na długo zanim biali odkryli złoża cennych metali Indianie Nawaho używali karnotytu, będącego uwodnionym uranylowo-potasowym wanadanem, do wykonywania tradycyjnych malowideł na piasku. Pierwsze wzmianki o obecności cennych rud opublikowano w 1921 roku. W latach 1942–1944 Biuro do spraw Indian przy Departamencie Zasobów Wewnętrznych Stanów Zjednoczonych wydzierżawiło cztery parcele położone w Monument Valley na terenie rezerwatu Indian Nawaho, na pograniczu Utah i Arizony. Otwarto na nich kopalnie rud wanadu i uranu, które działały do 1962 roku.
Polityka rządu Stanów Zjednoczonych w latach 1944–1986 zakładała pełną niezależność od krajów trzecich w zaopatrzeniu w paliwo własnych elektrowni jądrowych oraz w celu budowy arsenału nuklearnego. Spowodowało to, iż bez względu na koszty ludzkie i środowiskowe wydobyto w rejonie Monument Valley około 4 miliony ton rud uranowo-wanadowych.
Zanieczyszczenie środowiska pozostałościami po wydobyciu rud spowodowało, że tylko na przestrzeni lat 50. XX w. występowanie nowotworów wzrosło wśród rdzennych mieszkańców Monument Valley dwukrotnie. Badania prowadzone w 1990 roku wykazały pięciokrotnie wyższe występowanie neuropatii w rejonie, gdzie były kopalnie w porównaniu do innych, odległych obszarów Rezerwatu Nawaho. Od 2001 roku, przez pięć lat Agencja Ochrony Środowiska USA kosztem 60 milionów dolarów usunęła najbardziej szkodliwe pozostałości działalności górniczej na terenie Rezerwatu w Monument Valley.

## Galeria

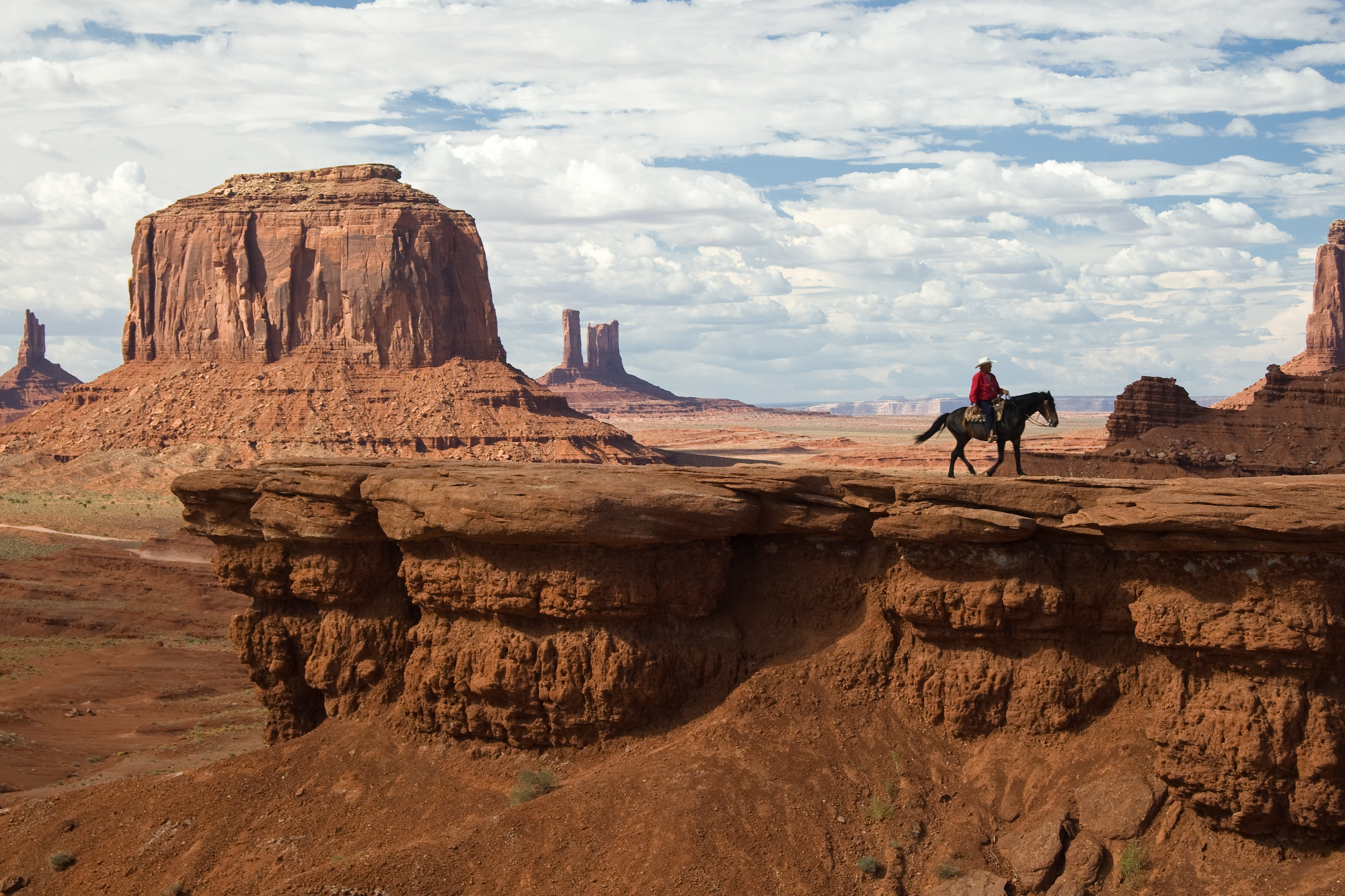
John Ford’s Point na terenie Monument Valley
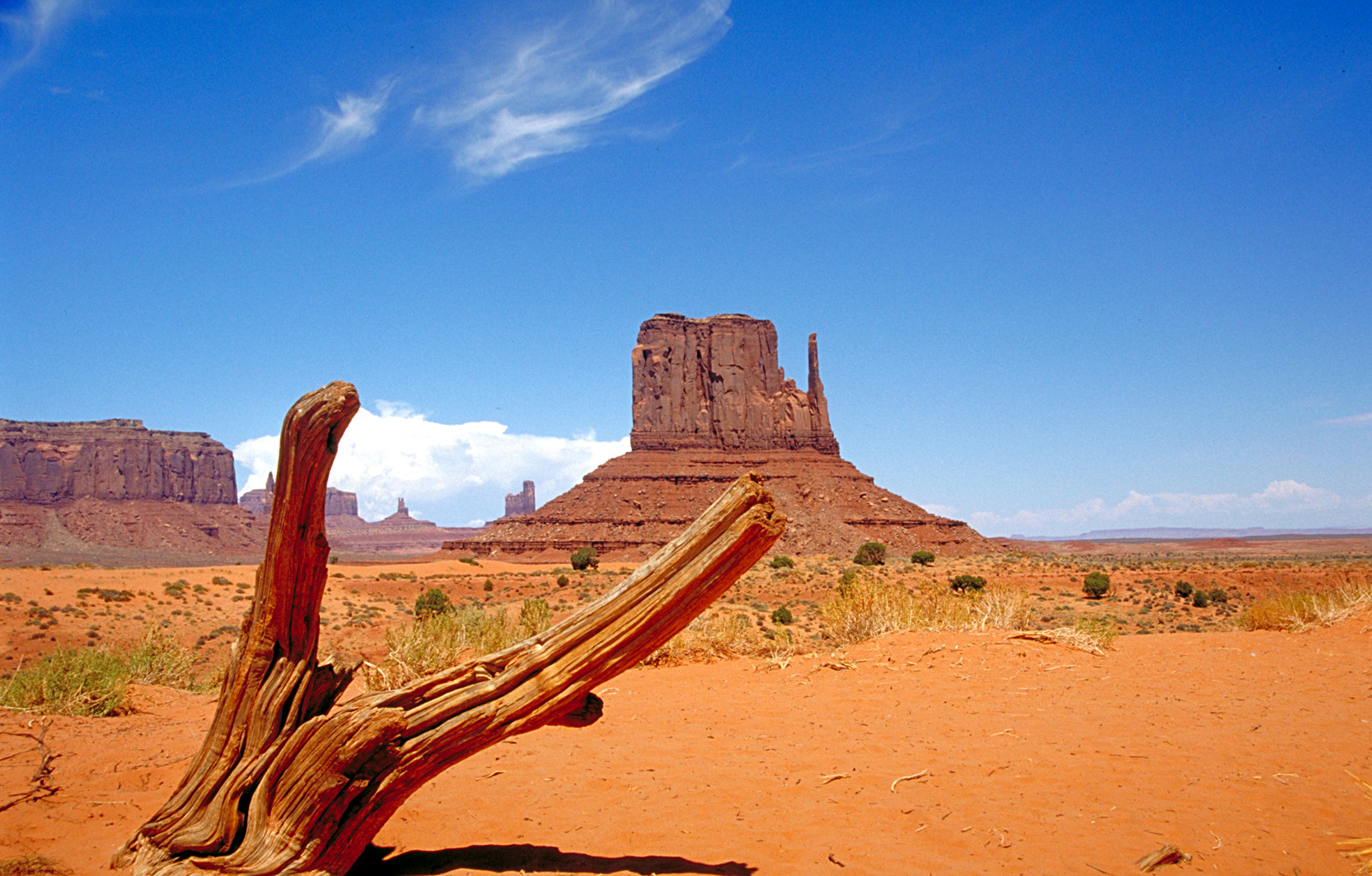
Monument Valley
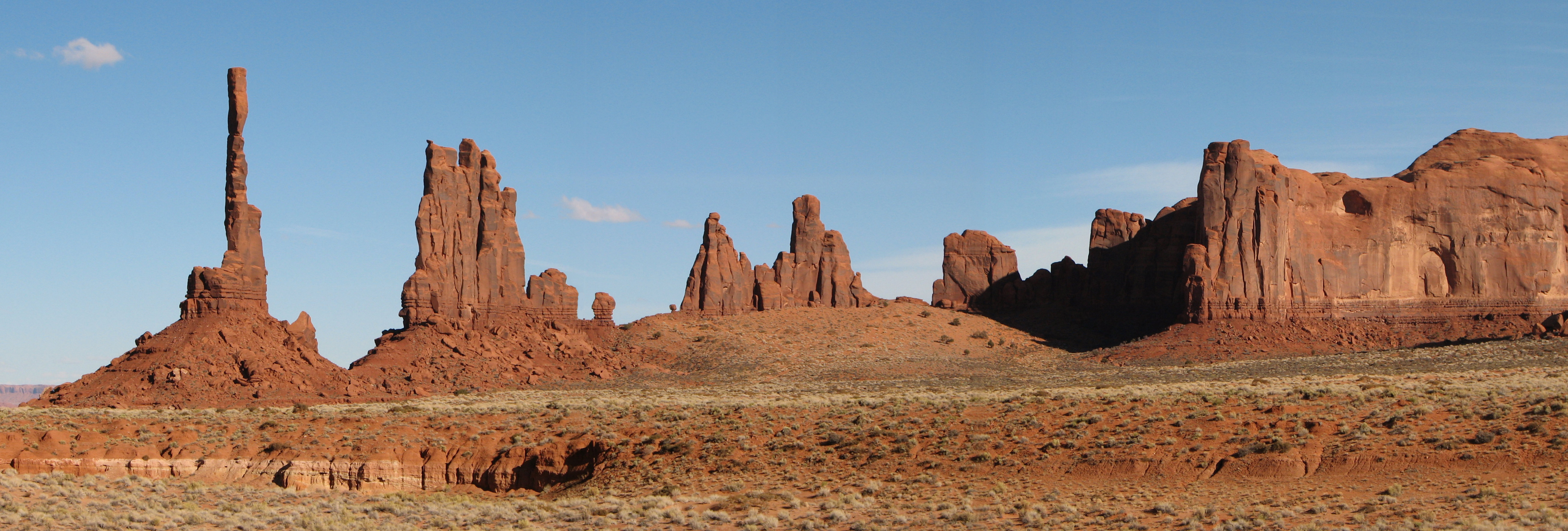
Słup Totemu w Monument Valley
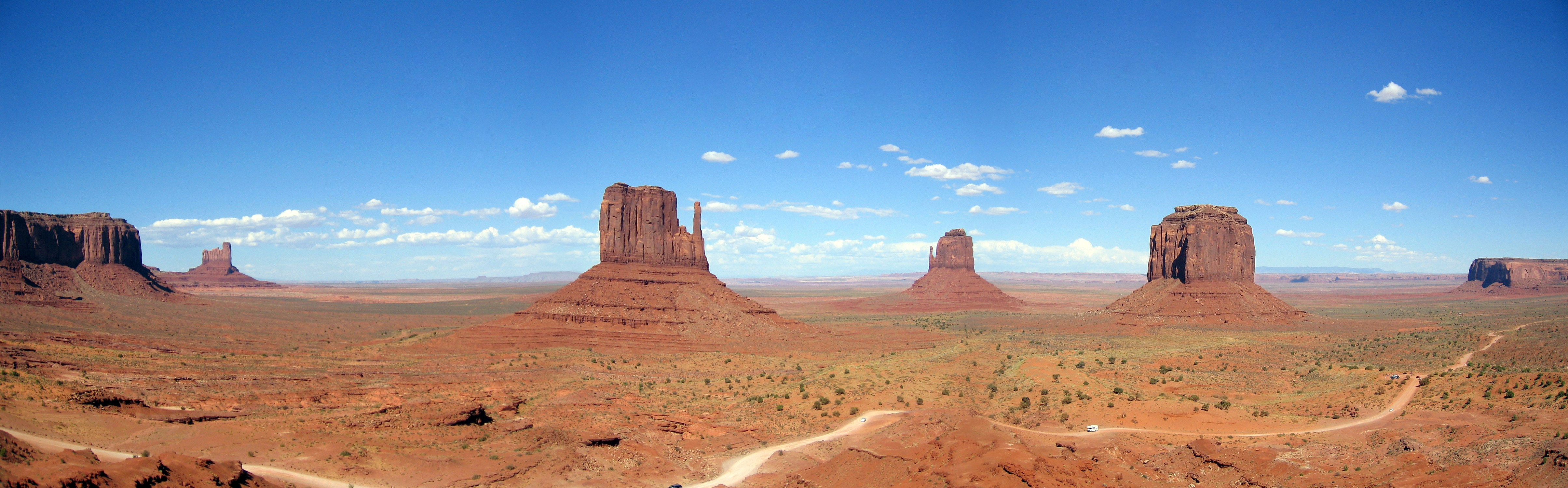
Panorama Monument Valley, Utah – widok z centrum dla zwiedzających